# اگوا فریا (کالیفرنیا)
اگوا فریا، کالیفرنیا (به انگلیسی: Agua Fria, California) یک سکونتگاه مسکونی در ایالات متحده آمریکا است که در کالیفرنیا واقع شده‌است.

## خصوصیات
اگوا فریا ۶۱۰ متر بالاتر از سطح دریا واقع شده‌است.